# Municipio de Nacka
Nacka (en sueco: Nacka kommun) es un municipio de la provincia de Estocolmo, Suecia. Su sede se encuentra en la ciudad de Nacka. El municipio está situado al este de la capital, Estocolmo, y las partes occidentales se consideran una parte suburbana de la misma.
El municipio actual se creó en 1971 cuando la ciudad de Nacka se fusionó con Saltsjöbaden (separada de la antigua Nacka en 1909) y Boo.

## Geografía
El municipio está situado en dos provincias históricas (landskap), Uppland y Södermanland, pero en una provincia administrativa (län), la provincia de Estocolmo, dividido entre la península de Södertörn y la isla de Värmdö.
El área occidental densamente urbanizada del municipio es una parte contigua de la ciudad de Estocolmo. Alrededor de 50,000 de la población total del municipio viven allí. También hay algunas localidades más en el municipio. Las más grandes son Boo, Fisksätra, Saltsjöbaden, Skuru y Älta.

## Localidades
Hay cinco áreas urbanas (tätort) en el municipio:
| # | Tätort       | Población |
| - | ------------ | --------- |
| 1 | Saltsjöbaden | 9406      |
| 2 | Fisksätra    | 8334      |
| 3 | Älgö         | 991       |
| 4 | Kil          | 968       |
| 5 | Hästhagen    | 496       |